# یواس‌اس اس-۲۷ (اس‌اس-۱۳۲)
یواس‌اس اس-۲۷ (اس‌اس-۱۳۲) (به انگلیسی: USS S-27 (SS-132)) یک زیردریایی بود که طول آن ۲۱۹ فوت ۳ اینچ (۶۶٫۸۳ متر) بود. این زیردریایی در سال ۱۹۲۲ ساخته شد.